# 陳敏明
陳敏明（1953年2月21日—）生於臺灣花蓮縣花蓮市，國立臺灣藝術專科學校（當時簡稱藝專，現稱國立臺灣藝術大學）廣播電視科畢業後，遠赴日本取得日本大學藝術學院寫真學科（攝影學系）學士，並於同校藝術研究所結業。
陳敏明為空中攝影師，曾於2002年接受行政院農業委員會林務局委託，為臺灣森林步道進行空中攝影，歷時四年才完成。他曾在國立台灣藝術大學廣電系、淡江大學大眾傳播系、中國文化大學廣告系與新聞系、政治大學廣告學系授課，並曾任行政院新聞局視聽業務顧問，現為彥霖攝影事務有限公司負責人。

## 生平簡歷
陳敏明就讀藝專時，由於研修莊靈的攝影課，開始對攝影產生興趣。在攻讀日本大學藝術學院寫真學科期間，最令他敬重的老師則是活躍於1960年代的紀實攝影家三木淳，他曾表示：「三木淳是我在日大極為敬重的老師，他讓我正確地認識攝影並透過他的指導得以重新審視自己和被攝體間存在的微妙關係。」自日本大學藝術研究所結業後，回臺任教於文化、淡江、世新等大學之廣告、大眾傳播相關科系，教授攝影、藝術等課程。後來某次與朋友合作一個苗栗高爾夫球場的空中攝影案，自此遂迷上了空中攝影。
利用直升機進行空中攝影之前，皆須事先研究地圖、模擬飛行路線與處理突發狀況（如起霧、攝影器材失靈等）、注意天氣預報等。拍攝海拔3,000公尺以上的高山，陳敏明與助理更須穿著厚重的禦寒衣物，在攝氏零下的低溫環境中迅速更換底片或器材，且須辨識和記錄直升機飛越哪座山、哪個湖泊，以便回暗房沖洗底片時認出正確的相片。因此，一趟空中攝影之旅可說是不簡單。
陳敏明的代表作為《淡水漁人碼頭》，那是一張在夕陽西下時一條遊艇劃過淡水河水面的空拍照片。

## 個人展覽
- 1984年10月：《江戶散記》爵士攝影藝廊個展。
- 1988年5月：《海岸之旅》爵士攝影藝廊個展。
- 1995年10月：《遨遊家園》空中攝影展。
- 1996年2月：《遨遊家園》空中攝影展 - 陽明山國家公園遊客中心展覽室。
- 2000年5月：《大臺北空中散步》攝影展 - 陽明山國家公園遊客中心展覽室。
- 2001年5月：《鳥瞰大臺北》爵士攝影藝廊個展。
- 2001年8月：《鳥瞰大臺北》臺北捷運忠孝復興站展出。
- 2001年9月：《鳥瞰大臺北》宜蘭誠品書店展出。

## 著作
- 《變色的櫻花》，陳敏明攝影、林元輝撰文，臺北市：聯經出版，1986年。
- 《東北角海岸之旅》，陳敏明攝影、郭健一撰文，臺北縣貢寮鄉：東北角海岸風景特定區管理處，1988年。
- 《東部海岸山水巡禮》，臺北縣貢寮鄉：東北角海岸風景特定區管理處，1989年。
- 《大臺北天地遊》，臺北市：遠流，1999年，ISBN 9573238411。
- 《大臺北空中散步》，陳敏明攝影、陳文山/曾旭正/詹素娟解讀，臺北市：遠流，1999年，ISBN 9573238330。
- 《Above Taipei》，臺北市：遠流，2001年，ISBN 9573242389。
- 《俯瞰大臺北》，陳世玟撰文、陳敏明攝影，臺北縣新店市：泛亞國際文化，2003年。
- 《東北角海岸國家風景區》，陳世玟撰文、陳敏明攝影，臺北縣新店市：泛亞國際文化，2003年。
- 《臺灣山林空中散步》，陳敏明攝影、郭育任等撰文、黃崑謀繪圖，臺北市：遠流，2006年，ISBN 957325722X。
- 《鳥瞰臺灣山：臺灣五大山脈空中巡遊》，陳敏明攝影、郭育任等撰文、黃崑謀繪圖，臺北市：行政院農業委員會林務局、遠流出版社，2006年，ISBN 9860030146。
- 《鳥瞰台灣之美》，臺北市：晨星，2008年。

## 內部連結
- 空中攝影

## 外部連結
- 彥霖攝影事務有限公司
- 行政院文化建設委員會：國家文化資料館[永久]
- Urmap：由一張空照圖，開始旅行
- 行政院農業委員會：翱翔天際的攝影家陳敏明